# Ancita albescens
Ancita albescens är en skalbaggsart som beskrevs av Stefan von Breuning 1938. Ancita albescens ingår i släktet Ancita och familjen långhorningar. Inga underarter finns listade i Catalogue of Life.